# Tim Dekker
Tim Dekker (Tilburg, 29 september 1993) is een voormalige Nederlandse atleet, die zich aanvankelijk had toegelegd op de meerkamp. Tijdens zijn atletiekloopbaan behaalde hij zowel in- als outdoor enkele nationale jeugdtitels op verschillende onderdelen. Tevens was hij van 2012 tot 2013 houder van het juniorenindoorrecord op de zevenkamp.

## Loopbaan
Zijn kenmerkendste prestatie leverde Dekker op de wereldkampioenschappen voor junioren in 2012 op de tienkamp. Daar veroverde hij een bronzen medaille. Vanwege deze prestatie werd hij aan het eind van 2012 door de Atletiekunie uitgeroepen tot atletiektalent van het jaar.
Naar aanleiding van terugkerende blessures is Dekker inmiddels gestopt met atletiek. Hij houdt zich nu voornamelijk bezig met andere sporten.
Tim Dekker was als atleet lid van AV Gouda. Als senior nam hij tweemaal deel aan de Nederlandse kampioenschappen indoor bij de disciplines verspringen en hoogspringen.

## Persoonlijke records
Outdoor
| Onderdeel               | Prestatie | Wind (m/s) | Datum           | Plaats    |
| ----------------------- | --------- | ---------- | --------------- | --------- |
| 100 m                   | 11,04     | +0,7       | 17 mei 2012     | Emmeloord |
| 400 m                   | 49,34     |            | 17 mei 2012     | Emmeloord |
| 1500 m                  | 4.34,34   |            | 11 juli 2012    | Barcelona |
| 110 m horden (99,0 cm)  | 13,92     | +0,6       | 3 juni 2012     | Breda     |
| hoogspringen            | 2,04      |            | 10 juli 2012    | Barcelona |
| polsstokhoogspringen    | 4,30      |            | 18 mei 2012     | Emmeloord |
| verspringen             | 7,23      | +0,4       | 10 juli 2012    | Barcelona |
| kogelstoten (6 kg)      | 15,21     |            | 17 mei 2012     | Emmeloord |
| discuswerpen (1,750 kg) | 43,69     |            | 11 juli 2012    | Barcelona |
| speerwerpen             | 48,04     |            | 11 juli 2012    | Barcelona |
| tienkamp (jun.)         | 7815      |            | 10/11 juli 2012 | Barcelona |

Indoor
| Onderdeel             | Prestatie | Datum               | Plaats    |
| --------------------- | --------- | ------------------- | --------- |
| 60 m                  | 7,15      | 18 februari 2012    | Apeldoorn |
| 1000 m                | 2:44,64   | 19 februari 2012    | Apeldoorn |
| 60 m horden (99,0 cm) | 8,11      | 19 februari 2012    | Apeldoorn |
| hoogspringen          | 2,04      | 18 februari 2012    | Apeldoorn |
| polsstokhoogspringen  | 4,20      | 19 februari 2012    | Apeldoorn |
| verspringen           | 7,09      | 18 februari 2012    | Apeldoorn |
| kogelstoten (6 kg)    | 14,00     | 18 februari 2012    | Apeldoorn |
| zevenkamp (jun.)      | 5683      | 18/19 februari 2012 | Apeldoorn |

## Palmares

### hoogspringen
- 2014: 9e NK indoor - 1,98 m

### verspringen
- 2012: 4e NK indoor - 7,14 m

### tienkamp
- 2012:  WJK te Barcelona - 7815 p

## Onderscheidingen
- Atletiekunie-talent van het jaar - 2012[4]